# 동거, 동락
《동거, 동락》은 2008년에 개봉한 대한민국의 영화이다.

## 캐스팅
- 김청 : 정임 역
- 정승호 : 승록 역
- 조윤희 : 유진 역
- 김동욱 : 병석 역
- 길해연 : 경미 역
- 최정우 : 태훈 역
- 이재원 : 영제 역
- 박선혜 : 정애 역
- 여민구 : 승호 역
- 정보훈 : 소설 속 경미 역
- 이상 : 미소년 역
- 임현성 : 현진이 역
- 송문수 : 경비 역
- 최주현 : 호스트바 지배인 역
- 한나 : 반장 아줌마 역
- 김태년 : 호스트 1 역
- 이용헌 : 호스트 2 역
- 양환호 : 호스트 3 역
- 정영섭 : 현진이 일행 1 역
- 조성훈 : 현진이 일행 2 역
- 안성현 : 미대교수 1 역
- 천지민 : 미대교수 2 역
- 유영주 : 누드모델 역
- 최권 : 호스트바 주차요원 역
- 김현주 : 바텐더 역
- 장하은 : 한식당 종업원 역
- 남현 : 목사님 역
- 김주리 : 학생들 역
- 김도희 : 학생들 역
- 여인원 : 학생들 역
- 김보정 : 학생들 역
- 오윤덕 : 학생들 역
- 신예인 : 학생들 역
- 김선주 : 학생들 역
- 정아라 : 소설 속 친구들 역
- 한혜숙 : 소설 속 친구들 역
- 남성훈 : 소설 속 친구들 역
- 권태우 : 소설 속 친구들 역
- 이은영 : 소설 속 친구들 역
- 여성진 : 소설 속 친구들 역
- 이대혁 : 소설 속 친구들 역
- 이유진 : 소설 속 친구들 역
- 김영진 : 소설 속 친구들 역
- 배영아 : 소설 속 친구들 역
- 박용수 : 반상회 주민들 역
- 국병두 : 반상회 주민들 역
- 박미경 : 반상회 주민들 역
- 선종구 : 반상회 주민들 역
- 이성서 : 이삿짐 인부들 역
- 이동필 : 이삿짐 인부들 역
- 이승택 : 이삿짐 인부들 역
- 지윤석 : 행인들 역
- 고요한 : 행인들 역
- 서정원 : 행인들 역
- 최혜정 : 행인들 역
- 최의규 : 행인들 역
- 목련화 : 행인들 역
- 김혁준 : 행인들 역
- 이주일 : 행인들 역
- 김도훈 : 행인들 역